# Pogorelec
Pogorelec je priimek več znanih Slovencev:
- Breda Pogorelec (1928—2006), jezikoslovka slovenistka, univ. profesorica
- Drago Pogorel(e)c - Karus (1891—1981), igralec, režiser, gledališčnik
- Janez Pogorelec (*1964?), ustavni pravnik, strokovnjak za zakonodajo
- Matija Pogorelec (1934—1984), klasični filolog